# 譚氏龍屬
譚氏龍屬是種鴨嘴龍超科恐龍，生存於晚白堊紀的中國。模式種是中國譚氏龍（T. sinensis），是由卡爾·維曼（Carl Wiman）在1929年所敘述、命名。屬名是以中國地質學家譚錫疇為名，種名則意為中國。
在1923年4月，譚錫疇在山東省萊陽市東南部發現一些化石，屬於王氏群，地質年代相當於7100万年前。同年10月，奥地利古生物学奧圖·師丹斯基（Otto Zdansky）。化石剛挖出時可能相當完整，但後來某些部位遭到損毀。正模標本（編號PMU R.240）是一個頭顱骨後段，頭顱骨平坦而延長。之後發現的許多零碎骨頭，被歸類於譚氏龍。
譚氏龍過去曾有許多種，現在已被建立為其他屬，例如巴克龍與青島龍。Anatoly Nikolaevich Ryabinin在1939年命名的T. prynadai，被改歸類於巴克龍。楊鍾健在1958年命名的金剛口譚氏龍（T. chingkankouensis）、甄朔南在1976年命名的萊陽譚氏龍（T. laiyangensis），目前都是青島龍的次客觀同物異名。
在2010年，葛瑞格利·保羅估計譚氏龍的身長約7公尺，體重約2公噸。
根據親緣分支分類法分析，譚氏龍的演化位置位於鴨嘴龍超科的基礎物種，或者是鴨嘴龍科的基礎物種。